# Avtoriteta
Avtoriteta je lastnost, ki jo lahko pripisujemo neki osebi ali ustanovi. Kdor ima avtoriteto, ga ljudje upoštevajo in se mu podredijo v razmišljanju in delovanju. Avtoriteta nastane v družbenih procesih, vzrok za njen nastanek so lahko moč, kompetentnost, tradicija, izkušenost, karizmatičnost... 